# L'Escorte (film, 2005)
Pour les articles homonymes, voir L'Escorte.
Pour plus de détails, voir Fiche technique et Distribution.
L'Escorte ou Un homme à tout prix au Québec (The Wedding Date) est un film américain réalisé par Clare Kilner (en), avec Debra Messing, Dermot Mulroney, Amy Adams et Jack Davenport dans les rôles principaux. Le film raconte l'histoire d'une trentenaire engageant un escort-boy afin de faire bonne figure auprès de sa famille lors du mariage de sa sœur.
Présenté au Marché du film de Cannes le 16 mai 2004, puis sorti en salles le 4 février 2005 aux États-Unis, L'Escorte a rencontré un accueil critique défavorable,, mais a obtenu un succès commercial avec 47,1 millions de dollars de recettes mondiales.

## Synopsis
Kat Ellis, new-yorkaise de trente ans et responsable un peu névrosée auprès d'une compagnie aérienne, doit se rendre à Londres pour le mariage d'Amy, sa jeune sœur. Mais elle n'a nullement envie d'y arriver comme célibataire et d'y voir son ancien fiancé qui sera témoin au mariage. Elle décide d'engager Nick Mercer pour l'accompagner en tant que fiancé. Toutefois, pendant que les préparatifs pour les festivités sont en plein cours, Kat découvre qu'elle commence à trouver le jeune homme bien plus que gentil…

## Fiche technique
- Titre : L'Escorte
- Titre québécois : Un homme à tout prix
- Titre original : The Wedding Date
- Réalisation : Clare Kilner (en)
- Scénario : Dana Fox (en), d'après le livre Asking for Trouble, écrit par Elizabeth Young (en)
- Musique : Blake Neely
- Directeur de la photographie : Oliver Curtis
- Distribution des rôles : Monika Mikkelsen et Carl Proctor
- Montage : Mary Finlay
- Direction artistique : Astrid Sieben
  - Décors : Tom Burton
- Décors de plateau : Barbara Herman-Skelding
- Costumes : Louise Page
- Production : Jessica Bendinger, Paul Brooks (en), Michelle Chydzik Sowa et Nathalie Marciano
  - Coproduction : Jeff Levine
  - Production exécutive : Mairi Bett, Scott Niemeyer, Jim Reeve, Steve Robbins et Norm Waitt
- Société de distribution :  Universal Pictures
- Budget : 15 000 000 USD
- Format : 1.85:1 - 35 mm - Couleur — Son Dolby Digital
- Pays :  États-Unis
- Langue : anglais
- Genre : Comédie romantique
- Durée : 90 minutes
- Dates de sortie en salles : 
  - États-Unis : 4 février 2005
  - Belgique : 6 juillet 2005
  - France : 1er juillet 2011

## Distribution
- Debra Messing (VQ : Marika Lhoumeau) : Kat Ellis
- Dermot Mulroney (VQ : Daniel Picard) : Nick Mercer
- Amy Adams (VQ : Viviane Pacal) : Amy
- Jack Davenport (VQ : François Godin) : Edward Fletcher-Wooten
- Sarah Parish (VQ : Élise Bertrand) : TJ
- Jeremy Sheffield (VQ : Louis-Philippe Dandenault) : Jeffrey
- Peter Egan (VQ : Mario Desmarais) : Victor Ellis
- Holland Taylor (VQ : Madeleine Arsenault) : Bunny
- Jolyon James (en) (VQ : Benoit Éthier) : Woody

Source et légende :  : Version Québécoise (VQ) sur Doublage Québec
Note : Le film a conservé son doublage québécois pour la sortie en DVD en France.

## Production

### Développement
Le film devait à l'origine être appelé Something Borrowed.

### Casting
Bien qu'ayant tourné un bon nombre de films et avoir connu le succès à la télévision avec la série Will et Grace (dans lequel elle tient le rôle principal féminin), Debra Messing tient pour la première fois un premier rôle en tête d'affiche. Amy Adams jouera de nouveau une future mariée dans Standing Still, tournée quelques mois après.

### Tournage
- Des fleurs artificielles ont été utilisées durant le tournage car Debra Messing en est allergique[5].
- Sans le générique de fin, L'Escorte dure 78 minutes[5].

## Présentation du film
L'Escorte fut présenté le 16 mai 2004 au marché du film à Cannes et lors de la première en Californie le 27 janvier 2005.

## Réception

### Accueil critique
Le film a dans l'ensemble été mal accueilli par la critique, obtenant 10 % d'avis favorables sur le site Rotten Tomatoes, sur la basé de 137 commentaires et une note moyenne de 3.8⁄10  et le site Metacritic lui attribue une moyenne de 32⁄100, sur la base de 34 commentaires.

### Box-office
Lors de sa première semaine au box-office américain, L'Escorte se classe à la seconde place pour chuter petit à petit durant les sept semaines suivantes, finissant avec 31,7 millions de dollars, pour un budget estimé à 15 millions de dollars.
- États-Unis : 31 726 995 $[3]
- Mondial : 47 175 038 $[3].

### Sortie vidéo
Le film n'est jamais sorti en salles en France, mais directement en DVD le 1er juillet 2011, édité par Metropolitan Vidéo.